# Toccata Classics
Toccata Classics (üblicherweise verwendet mit der Kurzform Toccata) ist ein britisches Musiklabel, das 2005 gegründet wurde.

## Geschichte
Es wurde gegründet vom Musikjournalisten Martin Anderson. Es sollte besonders die bislang nicht eingespielten Werke von weniger bekannten Komponisten herausbringen. Das Label wurde dabei unterstützt von Josef Suk, Vladimir Ashkenazy and Jon Lord.

## Künstler
Die Aufnahmen beinhalten weniger bekannte Werke unter anderem von Charles-Valentin Alkan, Eyvind Alnæs, Georg von Bertouch, Havergal Brian, Adolf Busch, Bellerofonte Castaldi, Tichon Chrennikow, Henry Walford Davies, Edisson Denissow, Jan Ladislav Dussek, Heino Eller, Heinrich Wilhelm Ernst, Ferenc Farkas, Arthur Farwell, Jean Françaix, Friedrich Gernsheim, Peggy Glanville-Hicks, Hermann Graedener, Arthur Hartmann, Heinrich von Herzogenberg, Anselm Hüttenbrenner, Salomon Jadassohn, Vladas Jakubėnas, John Joubert, Nikolai Korndorf, Mario Lavista, Benjamin Lees, Anatoli Ljadow, Ester Mägi, Jānis Mediņš, Krzysztof Meyer, Robin Milford, Leo Ornstein, Walter Parratt, Günter Raphael, Julius Röntgen, Josef Schelb, Dmitri Schostakowitsch, John Stafford Smith, Arthur Somervell, Peeter Süda, Marko Tajčević, Georg Philipp Telemann, Ferdinand Thieriot, Veljo Tormis, Donald Francis Tovey, Boris Tschaikowski, Alexandr Tscherepnin, Nikolai Tscherepnin, Mieczysław Weinberg, Hans Winterberg, Charles Wood und Felix Woyrsch.